# Milan Baroš
Milan Baroš (Valašské Meziříčí, Checoslovaquia; 28 de octubre de 1981) es un exfutbolista checo que jugaba como delantero.
En 2005 formó parte del equipo del Liverpool ganador de la Liga de Campeones de la UEFA 2004-05. Posteriormente, ganó en 2007 la Ligue 1 con el Olympique de Lyon, la FA Cup con el Portsmouth F. C. en 2008 y la superliga turca con el Galatasaray en 2012. También tuvo pasos por el Baník Ostrava, donde comenzó su carrera, y el Aston Villa, hasta que finalmente se retiró el 2020 tras su cuarto regreso al Baník Ostrava. 
Oriundo de Valašské Meziříčí, jugó por el combinado adulto de República Checa en 93 oportunidades y anotó 41 goles, con lo que es el segundo máximo anotador de su selección por detrás de Jan Koller. Representó a su nación en la Eurocopa 2004, donde alcanzaron las semifinales y obtuvo la bota de oro tras marcar en cinco oportunidades. También participó en las ediciones de 2008 y 2012, además del Mundial de 2006.

## Trayectoria

### Primeros años
De niño, Baroš jugó por distintos clubes juveniles en Vigantice y Rožnov pod Radhoštěm antes de integrar las juveniles del Baník Ostrava a los doce años. En 1998 debutó con su club en la Primera División de República Checa y prontamente se convirtió en parte del plantel regular. Dos años después, el 2000, ganó el premio al Talento del año en la ceremonia del Futbolista del año en la República Checa y durante la temporada 2000-01 fue descrito por la Czech News Agency como «posiblemente la mayor estrella de la liga checa».
Disputó su último partido por el club el 2 de diciembre de 2001 en la derrota por 1-0 contra el Viktoria Žižkov. En su primera etapa con el Baník Ostrava anotó 23 goles en 76 partidos.

### Paso por Liverpool
En Liverpool se unió a sus compatriotas Patrik Berger y Vladimír Šmicer tras firmar un contrato en julio de 2001 por una tasa no revelada, pero estimada por la BBC en 3,2 millones de libras esterlinas, y por un período que tampoco fue divulgado.
Debido a retrasos para obtener su permiso de trabajo, que finalmente consiguió en diciembre, no pudo trasladarse inmediatamente a Inglaterra. Tres meses después, el 13 de marzo de 2002, debutó oficialmente tras reemplazar a Emile Heskey en el empate 0-0 contra el F. C. Barcelona por la Liga de Campeones de la UEFA. Esos 16 minutos fueron los únicos que jugó tras su traspaso durante la temporada 2001-02.
El 14 de septiembre de 2002 debutó en la Premier League en un encuentro de visita contra el Bolton Wanderers, al que ganaron por 3-2 con dos goles suyos. Ganó su primer título profesional tras la victoria del Liverpool por 2-0 en la final de la Copa de la Liga ante el Manchester United. Baroš ingresó en el partido durante el segundo tiempo en reemplazo de Heskey, pero terminó por ser reemplazado cuando quedaba un minuto de juego por Gérard Houllier con la intención de ganar tiempo. «¿Qué puedo decir? Ganamos la copa y me sentí mal. No celebré apropiadamente. Estaba decepcionado. Tal vez esta sensación cambie el domingo», señaló al respecto. Hacia el final de la temporada 2002-03, en abril, marcó dos tantos en la visita al ya descendido West Bromwich Albion. Su primera temporada en la Premier League la finalizó con un total de 12 goles entre todas las competencias.
Un año después de su debut en la Premier League sufrió una grave fractura de tobillo tras una falta de Markus Babbel en un partido contra el Blackburn Rovers, en el cual también salió lesionado su compañero Jamie Carragher. Aquella lesión sufrida el 13 de septiembre de 2003 significó que tuviera que estar cinco meses fuera de las canchas, por lo que durante la temporada 2003-04 solo marcó dos goles. El primero de ellos fue en febrero de 2004 al Leeds United, mientras que el otro determinó la paridad 1-1 contra el Marsella en la Liga de Campeones. Al final de esa temporada, Baroš señaló que si Houllier se mantenía en el club después del verano de 2004, solicitaría estar en la lista de transferibles. Finalmente, Houllier dejó la institución y llegó en su reemplazo Rafael Benítez.
Llegó a la temporada 2004-05 como el máximo goleador de la Eurocopa 2004. Lo anterior, sumado a las ventas de Michael Owen y Emile Heskey, además de la lesión de larga duración del recientemente contratado Djibril Cissé, dejó al checo como la única referencia en el ataque. A pesar de que fue el máximo anotador del club en la temporada, con 13 anotaciones, y de convertir un triplete al Crystal Palace, en la final de la Copa de la Liga que perdieron contra el Chelsea el entrenador prefirió de titular a Fernando Morientes. En cambio, en la Liga de Campeones ingresó como titular y jugó un total de 85 minutos en el empate 3-3 en el tiempo reglamentario contra el A. C. Milan, al que finalmente vencieron en penales. Durante las celebraciones en el hotel, Baroš dejó caer el trofeo y le provocó una abolladura, la cual se decidió mantener. «Decidimos no repararla porque era parte del carácter de la copa», explicó al respecto el curador del museo del Liverpool Finalizó su temporada con 13 goles, con lo que fue el máximo anotador del club de manera compartida. Además, recibió su primera tarjeta roja durante el derbi de Merseyside tras una falta a destiempo sobre Alan Stubbs.
En junio de 2005, su exentrenador Gérard Houllier, quien entonces dirigía al Lyon, buscó al jugador para que firmara por su equipo. A pesar de que rechazó esta oferta, luego de disputar solo dos partidos como suplente al principio de la temporada 2005-06, finalmente dejó la institución con 27 goles en 106 partidos.

### Aston Villa
Baroš firmó un contrato por cuatro años con el Aston Villa por 6,5 millones de libras esterlinas. El club le entregó el dorsal número 10 a su llegada.
Solo necesitó diez minutos en su debut para anotar su primer tanto en el equipo en la victoria por 1-0 frente al Blackburn Rovers. En septiembre, jugó un rol crucial en la victoria contra el Wycombe Wanderers por la segunda ronda de la Copa de la Liga. Con el marcador 3-1 en contra tras el primer tiempo, poco después de reiniciadas las acciones marcó un descuento y recibió una falta penal que Gareth Barry convertiría en gol. Posteriormente entregó una asistencia al mismo Barry para su segunda conquista personal en el encuentro, que finalizó con un marcador de 8-3 tras siete tantos del cuadro villano durante el segundo tiempo, en la que fue su victoria más abultada en los últimos cuarenta años. El 19 de noviembre de 2005 armó la jugada para la apertura de la cuenta en el partido contra el Sunderland en circunstancias dudosas: realizó un pase de taco a pesar de que el balón «aparentemente había salido del campo» a Aaron Hughes, que centró para que Kevin Phillips marcara a su ex equipo. Más tarde, el mismo Baroš anotó en el encuentro, que finalizó 3-1 para el Villa.
Para el partido del Boxing Day contra el Everton tuvo una participación activa. A los 35 minutos abrió el marcador tras haber tocado el balón previamente, hecho que no fue cobrado por el árbitro que finalmente validó el tanto. Comenzó a celebrar el gol frente a la hinchada rival haciendo gestos de no poder escucharlos, lo que provocó que, en respuesta, tiraran proyectiles en su dirección. Más adelante, anotó su segundo tanto, el cuarto para el Villa, lo que le valió ganar el premio al «jugador del partido». Hasta ese momento, Baroš llevaba solo tres goles en una temporada descrita como «indiferente» por el periodista Glenn Moore de The Independent.
En enero de 2006 anotó un doblete contra el Port Vale por la cuarta ronda de la FA Cup, además del único gol del Villa en el empate 1-1 contra el Manchester City en los octavos de final. Hacia el final de la temporada, marcó otro doblete en el derbi contra el Birmingham City en Villa Park, lo que le valió un nuevo premio al «jugador del partido».
Tras no anotar durante los primeros compases de la temporada 2006-07, el nuevo entrenador del Aston Villa, Martin O'Neill, lo desafió a mostrar su valía antes del período de traspasos en verano. En diciembre de 2006, marcó su primer gol tras una sequía de ocho meses: un tanto a corta distancia en el empate 2-2 contra el Sheffield United. Luego, volvió a convertir en la derrota 2-1 contra el Manchester United en la FA Cup. Sin embargo, dejó el club en enero de 2007 tras solo anotar una vez en 17 partidos de liga esa temporada.

### Olympique de Lyon y cesión al Portsmouth
El 22 de enero de 2007, Baroš firmó un contrato de tres años y medio con el club francés Olympique de Lyon, donde se reunió con su exentrenador en el Liverpool, Gérard Houllier. El trato se gestó tras un intercambio con el Aston Villa por el noruego John Carew, que firmó en Inglaterra un contrato por tres años y medio. Dos días después de firmar debutó en el club tras ingresar desde el banco en la derrota por 2-1 contra el Girondins de Burdeos, la primera del equipo de local esa temporada, en la que se mantenían como líderes de la tabla. Participó en la Liga de Campeones de ese año al ingresar como suplente en la llave de ida contra la Roma, en que empataron 0-0. En la vuelta no participó en el encuentro, donde finalmente el Lyon resultó eliminado.
En mayo de 2007 lo acusaron de realizar gestos racistas hacia el camerunés Stéphane M'Bia durante un partido contra el Stade Rennes jugado el 18 de abril. Tras recibir constantes faltas de M'Bia, Baroš se tapó la nariz frente al jugador y agitó su mano como si quisiera quitar el mal olor. En el juicio por la polémica explicó que su gesto no tenía ninguna significación racista, sino que solo intentaba decirle a M'Bia que desapareciera de su vista y lo dejara solo. El tribunal disciplinario de la Ligue de Football Professionnel tomó el caso y estableció que Baroš era inocente de haber hecho actos racistas, pero finalmente lo suspendió por los tres partidos restantes de liga por conducta antideportiva. El final de la temporada dejó al Lyon como campeón de Francia, pero de todos modos el técnico Gérard Houllier dejó el club.
Anotó en el juego inaugural de la temporada 2007-08, un triunfo por 2-0 frente al A. J. Auxerre. Sin embargo, bajo el mando de Alain Perrin jugó significativamente menos, con solo seis participaciones en el once inicial y un total de tres goles en liga. A mediados de noviembre, Baroš reveló que la relación con el técnico estaba totalmente quebrada e insinuó que buscaba fichar por otro equipo.
En enero de 2008 aceptó ser cedido, con opción de compra tras terminar el período, al Portsmouth lo que restaba de la temporada. En su nuevo equipo tuvo un rol importante en la obtención de la FA Cup 2007-08. Recibió la falta penal que terminó por ser el único tanto de su club ante el Manchester United en cuartos de final y asistió a Nwankwo Kanu para anotar el gol decisivo contra el West Bromwich Albion en las semifinales, esto último aparentemente con una mano que no fue vista ni por el árbitro ni el asistente. Su último partido con la institución fue en la victoria sobre el Cardiff City en Wembley durante la final de la FA Cup, donde ingresó al minuto 87 en reemplazo de Kanu.
Finalizada la temporada disputó un total de dieciséis partidos, con siete apariciones como suplente, aunque sin convertir goles. Resultó ser uno de los pocos jugadores ausentes durante las celebraciones por la obtención de la FA Cup, lo que llevó a que se especulara que fue su último encuentro con el club. Terminada la cesión regresó al Lyon.

### Galatasaray

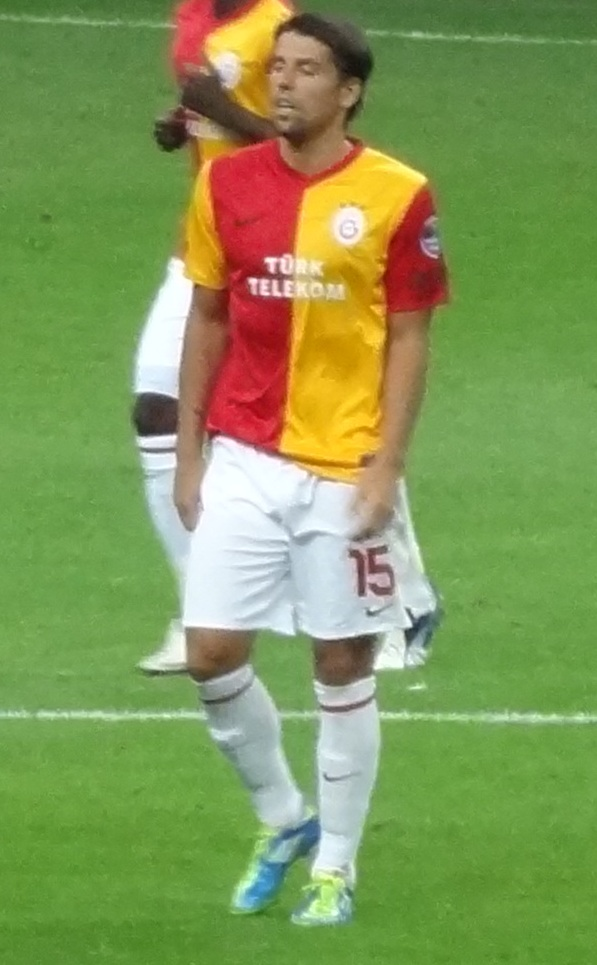
Baroš con la camiseta del Galatasaray durante 2011.

En agosto de 2008 firmó por el campeón de Turquía, el Galatasaray, por 4,7 millones de libras esterlinas. Debutó en el club tras disputar los últimos quince minutos del partido contra el Kayserispor y anotó sus primeros dos goles en la primera ronda de la Copa de la UEFA, en la llave de ida contra el Bellinzona. Tres días después, en su primer encuentro de titular en la liga, anotó otro doblete en la victoria por 4-1 ante el Kocaelispor.
El 30 de noviembre de 2008 hizo su primer triplete en el club en la victoria por 3-1 contra el Hacettepe, que comenzó ganando el partido con una anotación de Sandro. Tres semanas después, el 21 de diciembre, marcó tres goles en el clásico contra el Beşiktaş, gracias a dos penales y una acción de juego. Finalizó la temporada 2008-09 como el máximo anotador de la Superliga de Turquía con veinte goles.
La siguiente temporada realizó sus primeros dos goles en su tercer partido, en la victoria por 4-1 ante el Kayserispor. El 13 de septiembre de 2009, nuevamente resultó determinante en el clásico contra el Beşiktaş al convertir dos tantos en la victoria por 3-0. Mantuvo un ritmo de cinco goles en diez partidos hasta que su pierna izquierda se rompió en dos tras una falta de Emre Belözoğlu en el clásico del fútbol turco ante el Fenerbahçe, el 25 de octubre de 2009.
Tras cuatro meses y medio de recuperación, regresó al campo el 14 de marzo de 2010 frente al Ankaragücü, al que además anotó un gol. La hinchada preparó para ese encuentro una pancarta especial en la que se podía leer «El regreso del Rey». Terminó la temporada con un total de once anotaciones en diecisiete partidos, entre las que estuvieron su tercer triplete con el club al Diyarbakırspor.
Una semana antes del inicio de la Superliga turca 2010-11, extendió su contrato con la institución por dos años hasta el final de la temporada 2012-13. A pesar de que durante la pretemporada estuvo lesionado, entró como suplente en el encuentro válido por la ronda de play-off de la Liga Europa de la UEFA 2010-11 ante el Karpaty Lviv, al que consiguieron emparejar un resultado de 2-0 en contra gracias a dos anotaciones del jugador.
A finales de septiembre, y a pesar de que no pudo terminar el partido por culpa de una lesión, anotó su cuarto triplete en el equipo al Estambul Başakşehir. Luego, marcó otros dos goles el 17 de octubre al Ankaragücü, aunque volvió a retirarse lesionado.
En marzo de 2011 recibió una suspensión de tres partidos tras insultar al árbitro Fırat Aydınus durante un encuentro contra el Beşiktaş. Terminó una accidentada tercera temporada en el club con diecisiete partidos y nueve goles.
En la temporada 2011-12, Galatasaray llegó a enero como líder del torneo, con una racha de ocho victorias consecutivas. A pesar de que Baroš no jugó por su club durante cuatro semanas, en el octavo partido de la racha anotó al Samsunspor. El equipo logró un noveno triunfo consecutivo en la liga ante el Kardemir Karabükspor, al que superaron por 5-1 con un tanto del checo, el séptimo para él en la temporada. Sin embargo, salió de ese encuentro lesionado, por lo que recién regresó en febrero a los campos ante el Antalyaspor, luego de ingresar como suplente. En el partido solo estuvo quince minutos en la cancha hasta que recibió la tarjeta roja, lo que le costó una suspensión por tres partidos. Marcó por última vez en el club en abril de 2012 en el último encuentro de liga frente al Manisaspor.
En 2012, el jugador le dijo al técnico Fatih Terim que no jugaría más por el club.  Tras participar en la Eurocopa 2012 no disputó encuentros competitivos hasta que dejó la institución turca en febrero de 2013.

### Regreso al Baník Ostrava y paso por Antalyaspor

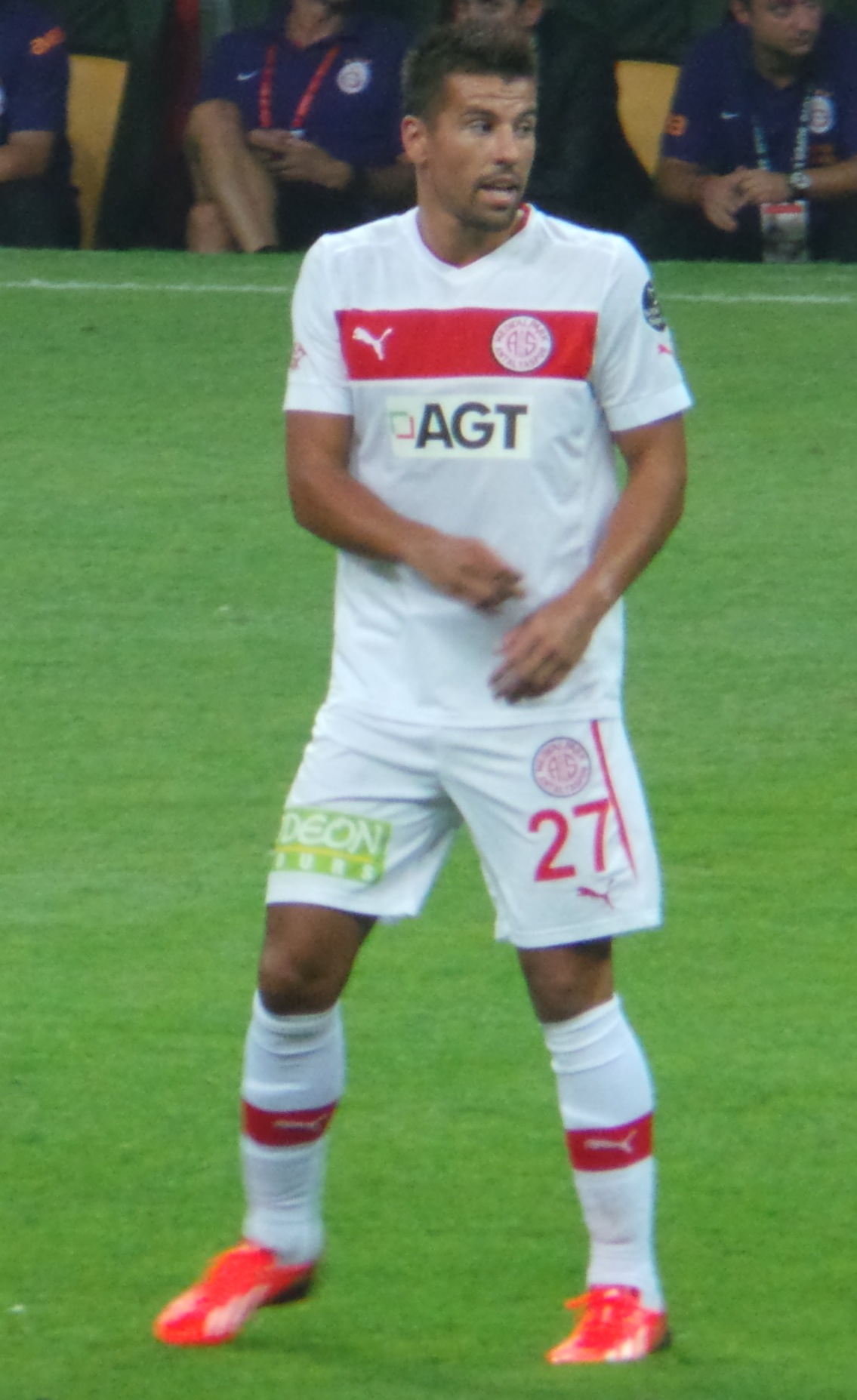
Baroš regresó a Turquía para jugar con el Antalyaspor durante la temporada 2013-14 tras pasar media temporada en el Baník Ostrava.

Luego de once años de dejar la liga checa, el 18 de febrero de 2013 se confirmó su regreso al Baník Ostrava, club en el que debutó profesionalmente. La institución, que pasaba por una severa crisis financiera, lo contrató hasta finales de junio de 2014 con un sueldo de 20 mil coronas checas y le entregó el dorsal 27. Redebutó el sábado de esa semana, el 23 de febrero, en el empate 0-0 contra el Dynamo České Budějovice, tras ingresar al minuto 67 en reemplazo de Vlastimil Stožický. Tras el encuentro, agradeció la hospitalidad mostrada por la hinchada y resaltó que necesitaba todavía ponerse en forma.
El 9 de marzo anotó su primer triplete en el país en la victoria por 3-0 ante el Hradec Králové, en un encuentro entre dos clubes que competían por evitar el descenso a la Druhá liga. Su mejor desempeño le valió recibir el premio al jugador del mes de la República Checa tras superar en las votaciones al mediocampista Ladislav Krejčí del Sparta Praga y al delantero Martin Doležal del Sigma Olomouc. Luego de marcar dos goles al Příbram en la 26ª jornada para un triunfo por 2-0, finalmente su equipo logró zafar del descenso una fecha antes del término de la liga.
Tras solo media temporada en República Checa, donde marcó cinco goles en doce partidos, firmó por el Antalyaspor de Turquía, donde recibió también la camiseta 27. Luego de superar los exámenes médicos de rigor, se integró a la pretemporada del equipo en Eslovenia.
Anotó su primer gol el 31 de agosto de 2013, en la apertura de la cuenta contra el Bursaspor, equipo que finalmente se llevó la victoria por 2-1. Posteriormente, el 30 de octubre, resultó vital para superar la tercera ronda de la Copa de Turquía al marcarle un doblete al Turgutluspor en el triunfo por 3-2. Dos semanas después, en un partido contra el Konyaspor en que perdieron por 2-0, Baroš recibió una suspensión de tres partidos y una multa de 13 mil liras turcas por insultar al árbitro. Volvió a las canchas en diciembre, pero el día 22 de ese mes sufrió una rotura del ligamento cruzado anterior mientras jugaba contra el Gençlerbirliği. Debido a la gravedad de la lesión y su tiempo de recuperación, y en base a un acuerdo que había desarrollado el jugador con la directiva, finalmente rescindió contrato el 12 de enero de 2014, luego de solo disputar trece partidos de liga y convertir dos goles.

### Tercera etapa con el Baník Ostrava y copa nacional con el F. K. Mladá Boleslav
Regresó a República Checa para trabajar en la recuperación de su lesión. En septiembre de 2014, firmó un nuevo contrato por el Baník Ostrava hasta finales de la temporada 2014-15. Esta nueva etapa resultó bastante corta y se limitó a un total de once encuentros y dos goles: al Sparta Praga y al Slovan Liberec. Durante estos meses sufrió una lesión en el bíceps femoral que lo alejó tres semanas del campo de juego y también tuvo algunos desencuentros con la directiva. Sobre este último punto, específicamente se mostró en desacuerdo con el despido de Martin Svědík en diciembre de 2014 y también criticó la «falta de experiencia» de la directiva cuando finalizó el torneo.
El 19 de junio de 2015 firmó un contrato de dos años con el Mladá Boleslav. Según explicó el propietario del Baník Ostrava, Petr Šafarčík, luego de conversar con el agente del futbolista supo que Baroš ya no tenía interés en seguir en el club.
Durante su estancia en el Mladá Boleslav participó principalmente como suplente durante los segundos tiempos, con una media de diecisiete minutos por juego hasta octubre del 2015. El hecho se justificaba en el buen desempeño ofensivo del delantero Lukáš Magera y los mediocampistas Jiří Skalák y Aleš Čermák. Los primeros dos goles de Baroš con el Boleslav llegaron el 29 de septiembre de 2015 en un encuentro válido por la Copa de la República Checa ante el SK Klatovy 1898, de la cuarta división del país. Casi un mes después, el 24 de octubre, marcó su primer doblete en la liga checa desde mayo de 2013 en el triunfo por 4-1 frente al Slovácko, en el que además fue su primer encuentro como titular en el club, hecho del que admitió que se trató de «una espera desagradable».
Para la segunda parte de la temporada la tónica de los primeros meses se mantuvo y Baroš entró principalmente desde el banquillo. Tuvo como un punto alto de su estancia en el Mladá Boleslav el doblete que marcó a su club formador, el Baník Ostrava, el 14 de febrero de 2016. Con una racha de cinco anotaciones en los últimos seis encuentros llegó a llamar la atención del técnico de la selección checa, Pavel Vrba. Sin embargo, a pesar de las especulaciones de un posible retorno, esto finalmente no se concretó. Tras ello, no volvió a convertir hasta mayo, cuando marcó en la victoria por 2-0 frente al Viktoria Pilsen. El día 18 de ese mes logró su único título local, la Copa de la República Checa, luego que su equipo venciera al Jablonec en el partido definitorio.
El 13 de julio de 2016 firmó un contrato de un año con el Slovan Liberec. El técnico Jindřich Trpišovský explicó que la experiencia del futbolista sería de ayuda para ejercer liderazgo y tutoría al interior del vestuario. El equipo, que sufrió la venta al Viktoria Pilsen del goleador Marko Bakoš, tenía como principales agente ofensivos a Vojtěch Hadaščok y a Nikolaj Komličenko, a los cuales se sumó Baroš.

### Consolidación
Después de un paso fructífero por el fútbol francés, regresó a la Premier League, pero esta vez para jugar en el Portsmouth en calidad de cedido. Tras una temporada complicada, no siendo capaz de marcar en 16 partidos, volvió al Olympique de Lyon, desde donde posteriormente recalaría en el Galatasaray turco en 2008.
En el club turco recuperó su nivel, logrando dos superligas turcas en 5 años en el Galatasaray, en 2013 se enroló en las filas de otro club turco, el Antalyaspor.
En 2014 volvió a la Liga Checa, primero jugando para el Baník Ostrava hasta 2015, después para el Mladá Boleslav hasta 2016, y en ese mismo año, fichó por el Slovan Liberec.
El 3 de julio de 2020 anunció su retirada al término de la temporada debido a los recurrentes problemas físicos que sufría.

## Selección nacional
En la Eurocopa 2004 Baroš marcó el primer gol de la República Checa en el campeonato, en el cual ganaron 2-1 a Letonia. En los dos partidos siguientes de la fase de grupos, marcó otros sendos goles, esta vez contra la selección de los Países Bajos y contra Alemania. Baroš y la estrella neerlandesa Ruud van Nistelrooy, fueron los únicos jugadores en marcar en los tres partidos de la liguilla.
En cuartos de final contra Dinamarca, Baroš anotó dos goles en dos minutos para acabar con un 3-0 y dar paso a semimifinales donde serían derrotados por Grecia, a la postre campeona del torneo. Acabó el torneo con 5 tantos, lo que le valió para ser Bota de Oro de la Eurocopa.
En el Mundial de Alemania 2006, una lesión no le permitió jugar hasta el tercer partido de su selección (contra Italia en la fase de grupos), partido que significó la eliminación en primera ronda de la selección checa.
El 8 de abril de 2009 un periódico local publicó unas fotos de Baroš junto a otros futbolistas en un bar con unas supuestas prostitutas. Tras esto, Baroš fue expulsado de la selección nacional, aunque regresó poco después.
Ha jugado un total de 93 partidos y ha marcado 41 goles, siendo de esta manera el segundo máximo goleador histórico de la selección checa tras Jan Koller.

### Participaciones en Copas del Mundo
| Mundial                        | Sede     | Resultado    |
| ------------------------------ | -------- | ------------ |
| Copa Mundial de Fútbol de 2006 | Alemania | Primera fase |

## Clubes
| Club                                 | Temporada     | Div.          | Liga  | Liga  | copas nacionales | copas nacionales | copas internacionales | copas internacionales | Total | Total | Media Goleadora |
| Club                                 | Temporada     | Div.          | Part. | Goles | Part.            | Goles            | Part.                 | Goles                 | Part. | Goles | Media Goleadora |
| ------------------------------------ | ------------- | ------------- | ----- | ----- | ---------------- | ---------------- | --------------------- | --------------------- | ----- | ----- | --------------- |
| F. C. Baník Ostrava República Checa  | 1998-99       | 1.ª           | 6     | 0     | 0                | 0                | -                     | -                     | 6     | 0     | 0               |
| F. C. Baník Ostrava República Checa  | 1999-00       | 1.ª           | 29    | 6     | 0                | 0                | -                     | -                     | 29    | 6     | 0.21            |
| F. C. Baník Ostrava República Checa  | 2000-01       | 1.ª           | 26    | 5     | 0                | 0                | -                     | -                     | 26    | 5     | 0.19            |
| F. C. Baník Ostrava República Checa  | 2001-02       | 1.ª           | 15    | 11    | 0                | 0                | -                     | -                     | 15    | 11    | 0.73            |
| Liverpool F. C. Inglaterra           | 2002-03       | 1.ª           | 27    | 9     | 6                | 2                | 9                     | 1                     | 42    | 12    | 0.29            |
| Liverpool F. C. Inglaterra           | 2003-04       | 1.ª           | 13    | 1     | 1                | 0                | 4                     | 1                     | 18    | 2     | 0.11            |
| Liverpool F. C. Inglaterra           | 2004-05       | 1.ª           | 26    | 9     | 5                | 2                | 14                    | 2                     | 45    | 13    | 0.28            |
| Liverpool F. C. Inglaterra           | 2005-06       | 1.ª           | 2     | 0     | 0                | 0                | 0                     | 0                     | 2     | 0     | 0               |
| Liverpool F. C. Inglaterra           | Total club    | Total club    | 68    | 19    | 12               | 4                | 27                    | 4                     | 107   | 27    | 0.25            |
| Aston Villa F. C. Inglaterra         | 2005-06       | 1.ª           | 25    | 8     | 5                | 3                | -                     | -                     | 30    | 11    | 0.37            |
| Aston Villa F. C. Inglaterra         | 2006-07       | 1.ª           | 17    | 1     | 4                | 1                | -                     | -                     | 21    | 2     | 0.10            |
| Aston Villa F. C. Inglaterra         | Total club    | Total club    | 42    | 9     | 9                | 4                | -                     | -                     | 51    | 13    | 0.25            |
| Olympique de Lyon Francia            | 2006-07       | 1.ª           | 12    | 4     | 1                | 0                | 1                     | 0                     | 14    | 4     | 0.28            |
| Olympique de Lyon Francia            | 2007-08       | 1.ª           | 12    | 3     | 3                | 0                | 3                     | 0                     | 18    | 3     | 0.16            |
| Olympique de Lyon Francia            | Total club    | Total club    | 24    | 7     | 4                | 0                | 4                     | 0                     | 32    | 7     | 0.21            |
| Portsmouth F. C. Inglaterra (cedido) | 2007-08       | 1.ª           | 11    | 0     | 4                | 0                | -                     | -                     | 16    | 0     | 0               |
| Portsmouth F. C. Inglaterra (cedido) | Total club    | Total club    | 11    | 0     | 4                | 0                | -                     | -                     | 16    | 0     | 0               |
| Galatasaray S. K. Turquía            | 2008-09       | 1.ª           | 31    | 20    | 3                | 1                | 9                     | 5                     | 43    | 26    | 0.60            |
| Galatasaray S. K. Turquía            | 2009-10       | 1.ª           | 17    | 11    | 0                | 0                | 6                     | 5                     | 23    | 16    | 0.70            |
| Galatasaray S. K. Turquía            | 2010-11       | 1.ª           | 17    | 9     | 2                | 0                | 2                     | 2                     | 21    | 11    | 0.52            |
| Galatasaray S. K. Turquía            | 2011-12       | 1.ª           | 28    | 8     | 1                | 0                | 0                     | 0                     | 29    | 8     | 0.27            |
| Galatasaray S. K. Turquía            | Total club    | Total club    | 93    | 48    | 6                | 1                | 17                    | 12                    | 116   | 61    | 0.53            |
| F. C. Baník Ostrava República Checa  | 2012-13       | 1.ª           | 12    | 5     | 0                | 0                | -                     | -                     | 12    | 5     | 0.41            |
| Antalyaspor Turquía                  | 2013-14       | 1.ª           | 13    | 2     | 3                | 2                | -                     | -                     | 16    | 4     | 0.25            |
| Antalyaspor Turquía                  | Total club    | Total club    | 13    | 2     | 3                | 2                | -                     | -                     | 16    | 4     | 0.25            |
| F. C. Baník Ostrava República Checa  | 2014-15       | 1.ª           | 11    | 2     | 0                | 0                | -                     | -                     | 11    | 2     | 0.18            |
| F. K. Mladá Boleslav República Checa | 2015-16       | 1.ª           | 21    | 6     | 3                | 3                | -                     | -                     | 24    | 9     | 0.37            |
| F. K. Mladá Boleslav República Checa | Total club    | Total club    | 21    | 6     | 3                | 3                | -                     | -                     | 24    | 9     | 0.37            |
| F. C. Slovan Liberec República Checa | 2016-17       | 1.ª           | 24    | 5     | 0                | 0                | 5                     | 1                     | 29    | 6     | 0.19            |
| F. C. Slovan Liberec República Checa | Total club    | Total club    | 24    | 5     | 0                | 0                | 5                     | 1                     | 29    | 6     | 0.19            |
| F. C. Baník Ostrava República Checa  | 2017-18       | 1.ª           | 25    | 9     | 2                | 1                | -                     | -                     | 27    | 10    | 0.37            |
| F. C. Baník Ostrava República Checa  | 2018-19       | 1.ª           | 17    | 6     | 1                | 1                | -                     | -                     | 18    | 7     | 0.38            |
| F. C. Baník Ostrava República Checa  | 2019-20       | 1.ª           | 17    | 1     | 1                | 0                | -                     | -                     | 18    | 1     | 0.05            |
| F. C. Baník Ostrava República Checa  | Total club    | Total club    | 158   | 45    | 3                | 2                | -                     | -                     | 161   | 47    | 0.29            |
| Total carrera                        | Total carrera | Total carrera | 454   | 141   | 44               | 16               | 53                    | 17                    | 551   | 174   | 0.32            |

## Palmarés

### Campeonatos nacionales
| Título                        | Club                 | País            | Año  |
| ----------------------------- | -------------------- | --------------- | ---- |
| Copa de la Liga de Inglaterra | Liverpool F. C.      | Inglaterra      | 2003 |
| Ligue 1                       | Olympique de Lyon    | Francia         | 2007 |
| Supercopa de Francia          | Olympique de Lyon    | Francia         | 2007 |
| Ligue 1                       | Olympique de Lyon    | Francia         | 2008 |
| FA Cup                        | Portsmouth F. C.     | Inglaterra      | 2008 |
| Superliga de Turquía          | Galatasaray S. K.    | Turquía         | 2012 |
| Copa de la República Checa    | F. K. Mladá Boleslav | República Checa | 2016 |

### Copas internacionales
| Título                       | Club (*)               | País    | Año  |
| ---------------------------- | ---------------------- | ------- | ---- |
| Eurocopa Sub-21              | República Checa Sub-21 | Suiza   | 2002 |
| Liga de Campeones de la UEFA | Liverpool F. C.        | Turquía | 2005 |

(*) Incluyendo la selección.

### Distinciones individuales
| Distinción              | Año  |
| ----------------------- | ---- |
| Goleador de la Eurocopa | 2004 |

## Vida personal
Baroš está casado con Tereza Franková. Su hijo Patrick nació el 1 de septiembre de 2009.